# Jean-Pierre Schumacher
Pour les articles homonymes, voir Schumacher.
Jean-Pierre Schumacher, né le 15 février 1924 à Buding et mort le 21 novembre 2021 à Midelt, est un moine français. Il est l'ultime survivant du groupe de religieux de Tibhirine.

## Biographie
Né le 15 février 1924 au moulin haut de Buding (le bâtiment, à ne pas confondre avec le moulin musée de la commune, est situé au 1 Rue de Metzervisse) en Lorraine, dans une famille de meuniers catholiques de six enfants, Jean Schumacher (dit « Jean-Pierre » Schumacher), est incorporé de force à dix-huit ans dans la Wehrmacht. Contrairement à deux de ses frères, le jeune soldat échappe à l'envoi sur le front russe à la suite d’une soudaine cécité - après coup guérie - qui provoque son renvoi définitif au domicile familial. Profondément européen pour avoir grandi à la frontière entre la France, l’Allemagne et le Luxembourg (son père était originaire du Grand Duché), il suit sa scolarité au collège des pères maristes de Sierck-les-Bains en Moselle, un établissement né de la volonté de Robert Schuman, plus tard l’un des pères de la communauté européenne du charbon et de l’acier. 
Partagé entre le désir de devenir soit meunier, soit prêtre, il choisit la voie religieuse et entre au séminaire des Pères maristes qui se trouve alors dans le Rhône, département d’origine de la congrégation. Après cinq années d’études, il est ordonné prêtre en 1953 à la chapelle des Pères maristes du chemin du Grand Roule à Sainte-Foy-lès-Lyon. Suivent trois années d'enseignement au collège Sainte-Marie de Saint-Brieuc en Bretagne, une expérience qui ne lui convient pas, et l’amène, après mûre réflexion, à quitter la congrégation pour épouser la vie contemplative à l'abbaye Notre-Dame de Timadeuc, en 1957. Suivant l'appel lancé par le cardinal Duval, archevêque d'Alger, il est envoyé avec trois autres moines volontaires en 1964 à Tibhirine pour contribuer à relancer le monastère sans prosélytisme, en cohérence avec le nouvel esprit de dialogue interreligieux formalisé par le concile Vatican II. Jean-Pierre Schumacher y assure diverses fonctions, entre comptabilité, accueil des visiteurs et courses au marché de Médéa. C’est grâce à lui - comme il l’a révélé en 2012 à Nicolas Ballet dans le livre L’esprit de Tibhirine (Seuil), écrit avec lui - que sera noué le contact avec les soufis, permettant ensuite au prieur Christian de Chergé d’entamer des rencontres spirituelles régulières au monastère en présence de ces adeptes d’une voie mystique dans l’islam.
Le 27 mars 1996, le père Jean-Pierre Schumacher et le père Amédée Noto (mort en 2008) sont les deux seuls des neufs moines à échapper à l’enlèvement à Tibhirine en pleine guerre civile algérienne. Sept de leurs compagnons sont tués dans des circonstances non élucidées. Le monastère est transféré à l’annexe de Fès au Maroc. Jean-Pierre Schumacher y est nommé « supérieur ad nutum »,. Quatre ans plus tard, en 2000, la communauté renaissante déménage à Midelt, toujours au Maroc, dans un ancien couvent de franciscaines. Un autre moine en devient le prieur, Jean-Pierre Flachaire, un Drômois qui avait participé en 1998 à une tentative  avortée de relance du monastère de Tibhirine en Algérie, repris en 2017 par la communauté œcuménique lyonnaise du Chemin Neuf. Le monastère de Midelt, juridiquement héritier de Tibhirine et donc à ce titre nommé « Notre-Dame de l’Atlas », comptait en 2022 cinq membres, dont un Espagnol et un Portugais.
Jean-Pierre Schumacher s’éteint le 21 novembre 2021 à l'âge de 97 ans, au monastère de Midelt, dans le cimetière duquel il est inhumé. Il avait contracté le Covid-19 en décembre 2020 et, s’était affaibli de mois en mois après s'être remis de cette maladie.

## Ouvrage
- Avec Nicolas Ballet, L'esprit de Tibhirine, Paris, Le Seuil, 2012, 213 p. (ISBN 978-2-02-108541-9).
- Jean-Marie Muller, Les moines de Tibhirine : "témoins" de la non-violence, Paris, Témoignage chrétien, 1999, 110 p. (ISBN 2-900016-40-1)

### Filmographie
- Des hommes et des dieux (2010) de Xavier Beauvois. Son rôle est interprété par Loïc Pichon.